# Komitet Rosyjski
Komitet Rosyjski (ros. Русский комитет) – kolaboracyjna organizacja antysowiecka w okupowanym Pskowie podczas II wojny światowej
Po wydaniu 27 grudnia 1942 r. przez gen. Andrieja A. Własowa tzw. Deklaracji Smoleńskiej, w której zapowiedział utworzenie Rosyjskiej Armii Wyzwoleńczej (ROA), w okupowanym Pskowie latem 1943 r. został utworzony przez kolaboracyjne władze miejskie z inicjatywy Niemców Komitet Rosyjski. W jego skład weszli członkowie zarządu miejskiego, Oddziału Propagandy "Północ" i przedstawiciele miejscowej ludności cywilnej (m.in. Iwanow, szef oddziału handlowego zarządu miejskiego, Chromienko, służący w Oddziale Propagandy "Północ", Blium, kierownik radiowęzła pskowskiego, czy por. ROA Iwan S. Bożienko). Komitet działał w imieniu ROA, prowadząc agitację werbunkową i antysowiecką we współpracy z miejscowym Komitetem do Walki z Bolszewizmem. Przy Komitecie powstał Klub Młodzieży, który prowadził współpracę z misją prawosławną.